# Сіті-В'ю (Південна Кароліна)
Сіті-В'ю (англ. City View) — переписна місцевість (CDP) в США, в окрузі Грінвілл штату Південна Кароліна. Населення — 1322 особи (2020).

## Географія
Сіті-В'ю розташоване за координатами 34°51′44″ пн. ш. 82°25′27″ зх. д. / 34.86222° пн. ш. 82.42417° зх. д. (34.862354, -82.424295).  За даними Бюро перепису населення США в 2010 році переписна місцевість мала площу 1,36 км², з яких 1,34 км² — суходіл та 0,02 км² — водойми. В 2017 році площа становила 1,26 км², з яких 1,26 км² — суходіл та 0,00 км² — водойми.

## Демографія
Згідно з переписом 2010 року, у переписній місцевості мешкало 1345 осіб у 436 домогосподарствах у складі 300 родин. Густота населення становила 991 особа/км².  Було 548 помешкань (404/км²).
Расовий склад населення:
| - 48,0 % — білих - 28,0 % — чорних або афроамериканців - 0,6 % — корінних американців - 0,4 % — вихідців з тихоокеанських островів - 0,1 % — азіатів - 20,0 % — осіб інших рас |

До двох чи більше рас належало 2,9 %. Частка іспаномовних становила 33,4 % від усіх жителів.
За віковим діапазоном населення розподілялося таким чином: 28,9 % — особи молодші 18 років, 63,7 % — особи у віці 18—64 років, 7,4 % — особи у віці 65 років та старші. Медіана віку мешканця становила 29,6 року. На 100 осіб жіночої статі у переписній місцевості припадало 101,6 чоловіків;  на 100 жінок у віці від 18 років та старших — 97,1 чоловіків також старших 18 років.
Середній дохід на одне домашнє господарство  становив 27 063 долари США (медіана — 16 199), а середній дохід на одну сім'ю — 27 810 доларів (медіана — 16 812). За межею бідності перебувало 65,4 % осіб, у тому числі 85,2 % дітей у віці до 18 років та 26,1 % осіб у віці 65 років та старших.
Цивільне працевлаштоване населення становило 356 осіб. Основні галузі зайнятості: будівництво — 36,0 %, виробництво — 17,1 %, освіта, охорона здоров'я та соціальна допомога — 12,4 %, роздрібна торгівля — 11,0 %.